# The Legend of Zelda (tv-serie)
The Legend of Zelda er en amerikansk tegnefilmserie, som er baseret på spillene om Zelda.
Den blev sendt på Nickelodeon

## Episoder
| #  | Titel                       | Sendt              | Produktionsnummer |
| -- | --------------------------- | ------------------ | ----------------- |
| 1  | "The Ringer"                | 8. september 1989  | 101               |
| 2  | "Cold Spells"               | 15. september 1989 | 110               |
| 3  | "The White Knight"          | 22. september 1989 | 109               |
| 4  | "Kiss 'N Tell"              | 29. september 1989 | 103               |
| 5  | "Sing for the Unicorn"      | 6. oktober 1989    | 102               |
| 6  | "That Sinking Feeling"      | 13. oktober 1989   | 113               |
| 7  | "Doppelganger"              | 20. oktober 1989   | 104               |
| 8  | "Underworld Connections"    | 27. oktober 1989   | 107               |
| 9  | "Stinging a Stinger"        | 3. november 1989   | 111               |
| 10 | "A Hitch in the Works"      | 10. november 1989  | 112               |
| 11 | "Fairies in the Spring"     | 17. november 1989  | 105               |
| 12 | "The Missing Link"          | 24. november 1989  | 106               |
| 13 | "The Moblins Are Revolting" | 1. december 1989   | 108               |